# Fernando Llorente
Fernando Llorente Torres (în spaniolă [ferˈnando ʎoˈɾente ˈtores]; n. 25 februarie 1985) este un jucător de fotbal spaniol legitimat la echipa SSC Napoli din Serie A. Acționează pe postul de atacant.

## Palmares

### Club
- Cupa Spaniei: Finalist (2008–2009)
- Supercopa de España: Locul secund (2009)

### Internațional
- Campionatul Mondial de Fotbal: 2010
- Cupa Confederațiilor FIFA: Locul al treilea (2009)
- Cupa Meridianelor UEFA-CAF: 2003

### Individual
- CM U-20: Gheata de argint (2005)